# 하유교목 아망천당
《하유교목 아망천당》(夏有喬木 雅望天堂) 은 '여름에는 교목이 있고 야왕은 천국을 바라본다'는 뜻의 중국 작가 쯔웨(籽月)의 데뷔작이다.
청순하고 순수한 매력을 갖고 있는 여자 수야왕을 어릴 적부터 함께 해온 남자친구, 그리고 그녀를 마음에 둔 또 다른 남자, 어두운 과거 때문에 잘못된 사랑을 할 수밖에 없는 남자 등 세 남자가 각기 다른 방식으로 사랑하면서 벌어지는 젊은 청춘들의 사랑과 우정을 담아 인터넷에서 중국 젊은 독자층에게 인기를 끌었던 소설을 한국과 중국의 배우가 출연하여 중국의 각본과 자본에 한국의 연출 노하우가 합쳐져 만들어지는 영화이다.
제주영상위원회는 제주지역 영화·영상인 인프라 양성을 위해 2014년 '영상물 제작비지원 사업'으로 선정하였으며, 35억원의 제작비가 들어가는 영화에서 절반의 분량에 해당하는 세 남자와 한 여자의 사랑 이야기를 서정적이고 아름다운 풍경에 담아 그려낼 영화 전반부의 촬영을 월정리 해변, 이중섭 거리 외에 제주고등학교, 제주대학교, 제주지방법원의 협조를 받아 5월부터 약 40여 일간, 충청북도 충주시 용운사길에서 7월7일부터 3일간, 8월 14일부터 8월 17일까지 중국에서 촬영을 하며 국내와 중국의 비중이 9:1이다.
중국에서 인기를 끈 하유교목 아망천당의 작가가 크리스의 팬이어서 영화 출연을 하게 해달라고 소속사인 SM엔터테인먼트에 지속적으로 요구했음에도 거절당하다가 2014년에 이르러 출연할 수 있게 되었다.

## 줄거리
군인으로 사망한 아버지와 그로 인해 슬퍼하는 어머니로 인하여 홀로 있어야만 했던 10살 하목(샤무)은 어머니 앞에서 며칠 동안 혼자서 이야기를 하게 되는데 사람들이 하목(샤무)를 발견했을 때는 다른 사람과 이야기하지 않고 하루 종일 권총 같은 무기를 조립하는 것이 전형적인 자폐증이다.
그 후, 아버지의 친구가 자신의 16살짜리 딸 Yawang(여자 주인공 서아망)을 가족 교사로 하여 10살 하목(샤무)을 보살피게 하고 외로운 하목(샤무)은 그녀와 사랑에 빠진다.
그러나 하목(샤무)의 'Yawang'(서아망)에 대한 사랑은...

## 등장 인물
- 루샨 : 청순하고 순수한 매력을 갖고 있는 여자 수야왕(서아망) 역[8]
- 한경[6][14] :  수야왕을 어릴 적부터 함께 해온 남자친구 탕 샤오텐 역[8]
- 주원[15] :  대학에서 만난 수야왕을 어두운 과거 때문에 잘못된 사랑을 할 수밖에 없는 남자 취웨이란(곡위연) 역[5]
- 크리스 :  여름 나무라는 뜻의 이름으로 자폐증이 있는 창백한 미소년 하목(샤무) 역 (아역: 성유빈)[8]
- 张瑶(장야오) : 하목(샤무) 엄마 역